# Clypeaster ravenelii
Clypeaster ravenelii is een zee-egel uit de familie Clypeasteridae.
De wetenschappelijke naam van de soort werd in 1869 gepubliceerd door Alexander Agassiz.